# Târâtu
Târâtu – wieś w Rumunii, w okręgu Vrancea, w gminie Poiana Cristei. W 2011 roku liczyła 310
mieszkańców